# Phi Leonis
Désignations
Phi Leonis (en abrégé φ Leo) est une étoile de la constellation zodiacale du Lion. Elle est visible à l'œil nu avec une magnitude apparente de 4,46. D'après la mesure de sa parallaxe annuelle par le satellite Hipparcos, l'étoile est distante d'environ ∼ 184 a.l. (∼ 56,4 pc) de la Terre.
Phi Leonis est classée comme une sous-géante blanche de type spectral A7IVn, suggérant qu'elle vient de quitter la séquence principale pour évoluer vers une étoile géante. Elle est estimée être 1,59 fois plus massive que le Soleil et être âgée de 432 millions d'années. Elle est vue de telle sorte que le plan de son équateur est situé près de la ligne de visée de la Terre et elle montre une vitesse de rotation projetée élevée de 254 km/s. Cette rotation rapide donne à l'étoile une une forme aplatie avec un rayon équatorial qu'on estime être 29 % plus grand que son rayon polaire.
Phi Leonis est répertoriée comme une étoile à enveloppe, ce qui indique qu'il existe un disque circumstellaire de gaz autour de l'équateur de l'étoile, et elle pourrait montrer une légère variabilité. Des variations sporadiques de son spectre sur des échelles de temps allant des minutes aux mois ont laissé suggérer que des objets solides, cométaires, seraient en orbite autour de l'étoile, avec des objets qui s'approchent assez pour que les matériaux réfractaires se subliment. La plupart des systèmes hébergeant des exocomètes possèdent un disque circumstellaire, qui peut faire office de réservoir à comètes. Cependant, on n'a pas détecté de poussière froide autour de Phi Leonis, ni de disque de débris chaud. Une étude plus poussée du spectre de l'étoile montre que ses caractéristiques sont comparables à celles des étoiles Be à enveloppe qui possèdent un disque vu de côté, et qu'il est improbable que ces caractères soient produits par des exocomètes. De plus, il s'agit d'une étoile variable de type Delta Scuti à rotation rapide, dont les pulsations pourraient réalimenter le disque circumstellaire en matériel.
Phi Leonis apparaît être une étoile solitaire. Elle possède un compagnon purement optique, qui est une étoile de magnitude 9,75 qui était située à une distance angulaire de 86,8 secondes d'arc et à un angle de position de 291° de l'étoile en 2015.